# Bayani Fernando
Bayani Fernando (San Juan, 25 juli 1946 – Quezon City, 22 september 2023) was een Filipijns politicus en ondernemer. Fernando was van 1992 tot 2001 burgemeester van Marikina City. Nadien was hij van 2002 tot 2009 voorzitter van de Metropolitan Manila Development Authority (MMDA). Van 2016 tot 2022 was Fernando twee termijnen afgevaardigde namens het 1e kiesdistrict van Marikina. 

## Biografie
Bayani Fernando werd geboren op 25 juli 1946 in San Juan del Monte in de provincie Rizal (tegenwoordig San Juan in Metro Manilla. Zijn ouders waren Gil Fernanco en Remedios Flores. Na het voltooien van zijn middelbare schoolopleiding aan Marikina School of Arts and Trades (tegenwoordig Marikina Science High School) studeerde hij aan Mapua Institute of Technology (tegenwoordig Mapua University). Daar behaalde hij in 1967 zijn diploma Werktuigbouwkunde.
Na zijn afstuderen was Fernando actief als ondernemer in de metaalindustrie. Hij was oprichter en topman van BF Corporation, BF Metal Construction, de grootste Filipijnse producent van constructiestaal en van BF Building Products Manufacturing, een grote producent van staalproducten. 
In 1988 werd Fernando ook politiek actief. Hij eindigde als vierde van zeven kandidaten voor de burgemeesterspost van Marikina, in die tijd nog een gemeente in Metro Manilla. In 1992 won hij de burgemeestersverkiezingen wel. Nadien werd hij in 1995 en 1998 herkozen, waardoor Fernando uiteindelijk de wettelijk maximale termijn van negen jaar achter elkaar burgemeester van Marikina was. In zijn periode als burgemeester werd de gemeente omgevormd tot stad. Zijn vrouw Marides Fernando volgde hem in 2001 op als burgemeester van die stad en werd in 2007 herkozen voor haar derde opeenvolgende termijn.
Op 5 juni 2002 werd Fernando door president Gloria Macapagal Arroyo benoemd tot Voorzitter van de Metropolitan Manila Development Authority (MMDA). Deze functie bekleedde hij tot 25 november 2009. In deze periode was hij onder meer verantwoordelijk voor de snelbusbanen (yellow lanes) op de Epifanio de los Santos Avenue (EDSA). Ook bedacht hij de “Metro Gwapo”-campagne, waarbij belangrijke wegen, trottoirs en waterwegen werden opgeruimd. In zijn periode bij het MMDA stond hij wel bekend als een man van weinig woorden, een workaholic en iemand die van discipline hield. Ook werd Fernando wel aangeduid als anti-arm, vanwege zijn beleid om straatverkopers op trottoirs langs grotere wegen in Metro Manilla te weren.
Al ver voor de verkiezingen van 2010 kondigde Fernando aan mee te willen doen aan de presidentsverkiezingen van dat jaar. Nadat zijn partij Lakas-CMD in 2009 echter Gilberto Teodoro koos als presidentskandidaat, wilde hij in eerste instantie alsnog meedoen als onafhankelijke kandidaat. Later werd hij de vicepresidentskandidaat namens de nieuw opgerichte partij van presidentskandidaat Dick Gordon. Fernando behaalde bij de verkiezingen in mei 2010 uiteindelijk 1.017.631 stemmen (2,8%) en eindigde daarmee als vierde achter onder meer winnaar Jejomar Binay.
In 2016 keerde Fernando terug in de politiek toen hij met 54.21% van de stemmen werd gekozen tot afgevaardigde van het 1e kiesdistrict van Marikina. Drie jaar later werd hij herkozen voor een nieuwe driejarige termijn in het Filipijns Huis van Afgevaardigden. Bij de verkiezingen van 2022 deed Fernando een poging om herkozen te worden als burgemeester van Marikina. Hij behaalde echter maar 17.92% van de stemmen en verloor daarmee afgetekend van zijn enige rivaal Marcelino Teodoro.
Fernando overleed op 77-jarige leeftijd in Quirino Memorial Medical Center in Quezon City, na een ongeluk in zijn huis in Marikina. Hij was getrouwd met Marides Fernando en kreeg met haar samen een dochter.